# Nguyễn Duy Nguyên
Nguyễn Duy Nguyên (sinh năm 1958) là một sĩ quan cấp cao trong Quân đội nhân dân Việt Nam, hàm Trung tướng, nguyên Phó Tư lệnh Quân khu 3 (2012-2013), hiện là Cục trưởng Cục Dân quân Tự vệ, Bộ Tổng Tham mưu. Ông là Đại biểu Quốc hội khóa 12, đoàn đại biểu tỉnh Hải Dương.

## Thân thế và sự nghiệp
Ông quê tại Xã Đức Chính, huyện Cẩm Giàng, Hải Dương
Trước đó, ông từng giữ chức Chỉ huy trưởng Bộ Chỉ huy quân sự tỉnh Hải Dương
Năm 2012, bổ nhiệm giữ chức Phó Tư lệnh Quân khu 3
Năm 2013, bổ nhiệm giữ chức Cục trưởng Cục Dân quân Tự vệ, Bộ Tổng Tham mưu
Tháng 4.2018 ông nghĩ chờ hưu
Thiếu tướng (2012), Trung tướng (2017)